# Camp d'en Prats
El camp d'en Prats és un parc de Palafrugell (Baix Empordà). L'any 1935 el camp d'en Prats era un conjunt de terres de conreu amb un mas situat entre els carrers de la Lluna, de Sant Sebastià i del Bruc, envoltat per unes parets de pedra altes. L'octubre de 1936, en plena guerra civil espanyola, es va enderrocar i abandonar.
En aquest espai, l'any 1942, s'hi varen posar les parades de la festa major de Palafrugell, que fins aquella data es col·locaven als jardins del col·legi Torres Jonama. Després de diversos tràmits, l'any 1951 la propietat passà a formar part del patrimoni municipal com a parc urbà.
Entorn el parc s'hi constituí el Grup Cultural Camp d'en Prats, que promou la vida associativa, cultural, esportiva, d'esbarjo i mediambiental del barri del Camp d'en Prats, i organitza les festes del barri i diversos actes culturals, esportius i de lleure. Està situat davant del Col·legi Vedruna de Palafrugell.